# Italochrysa japonica
Italochrysa japonica är en insektsart som först beskrevs av Mclachlan 1875.  Italochrysa japonica ingår i släktet Italochrysa och familjen guldögonsländor. Inga underarter finns listade i Catalogue of Life.